# Кулунда (станция)
Кулунда́ — железнодорожная станция на пересечении Южно-Сибирской и Рудноалтайской магистралей Западно-Сибирской железной дороги. Расположена в селе Кулунда Алтайского края.
Один из крупнейших железнодорожных узлов в Западной Сибири. Узел железнодорожных линий Татарская — Малиновое Озеро и Южсиба.
Имеются пригородные поезда до Павлодара. До 2005 года существовали направления до станций Новоугловская, Локоть.

## Поезда дальнего следования
| № поезда | Маршрут движения        | № поезда | Маршрут движения        |
| -------- | ----------------------- | -------- | ----------------------- |
| 95       | Барнаул — Москва        | 96       | Москва — Барнаул        |
| 603      | Новосибирск — Славгород | 604      | Славгород — Новосибирск |
| 613      | Барнаул — Карасук       | 614      | Карасук — Барнаул       |
| 627      | Кулунда — Новосибирск   | 628      | Новосибирск — Кулунда   |

## Предприятия
- Алтайский региональный центр связи (РЦС-4);
- Кулундинская дистанция инфраструктуры(ИЧ Кулунда);
- пункт технического обслуживания вагонов;
- дистанция электроснабжения (ЭЧ-10);
- локомотивное оборотное депо Кулунда (ТЧЭ-7);
- вагонное депо;
- пожарный поезд;
- восстановительный поезд;
- мастерские путевые ремонтно-механические;
- ЗАО «Транстелеком» (ЭТЦ-11) .

У железнодорожников имеются свои жилые микрорайоны в Железнодорожном районе Кулунды, где имеются детский сад, железнодорожная техническая школа (обучают по 24 специальностям), общеобразовательная школа, стадион «Локомотив», дом культуры, узловая больница, баня, техническая библиотека, полиция (ЛОВД), парк Железнодорожников, аллея Молодой семьи.